# Lanvin
Pour les articles homonymes, voir Lanvin (homonymie).
Lanvin est une maison de couture française créée en 1889 par Jeanne Lanvin. Elle est la plus ancienne maison de couture française encore en activité.
Le siège social de la société Jeanne Lanvin est situé au 22 rue du Faubourg-Saint-Honoré à Paris. Ce site regroupe les trois grandes activités que sont les créations de prêt-à-porter femme, de prêt-à-porter homme et des accessoires.
En 1990, la maison est achetée par le groupe Orcofi, puis vendue au groupe L'Oréal en 1996. En 2001, Shaw-Lan Wang, femme d’affaires taïwannaise la rachète à L’Oréal, Lanvin redevient alors une maison indépendante.
Le 14 mars 2016, Bouchra Jarrar est nommée directrice artistique des collections femme, elle succède à Alber Elbaz. En juillet 2017, Olivier Lapidus est nommé directeur artistique des collections femme. La direction artistique des collections homme est quant à elle assurée par Lucas Ossendrijver, de 2005 à 2018.  Le 21 janvier 2019, Bruno Sialelli est nommé au poste de directeur artistique, après avoir occupé le poste de Design Director des lignes Homme chez Loewe, sous la direction de Jonathan Anderson, marquant ainsi une nouvelle orientation dans l’évolution de la maison parisienne. Avril 2023, Lanvin et Bruno Sialelli se séparent.
Le 27 juin 2024, Lanvin annonce la nomination de Peter Copping au poste de directeur artistique, en tant que tête créative des collections femme et homme, à partir de septembre 2024.

## Histoire

### Création de la maison Lanvin
C’est en 1889 que la maison de modiste de Jeanne Lanvin est créée : ses créations sont dans l’air du temps et reflètent, à travers les matières et les formes, les aspirations de la femme.
En 1897, Jeanne Lanvin devient mère d’une petite fille Marguerite, Marie, Blanche. Cette enfant sera le commencement d’une nouvelle histoire pour Jeanne Lanvin, celle de la couture. Follement éprise de sa fille, Jeanne lui réalise des vêtements d’enfant qui se font remarquer par les mères des autres petites filles qui fréquentent le même cours privé que Marguerite. Ces dernières lui font alors des commandes pour leurs filles.
En 1908, au 22 rue du Faubourg Saint-Honoré, s’ouvre le département Costume pour Enfants ; il s’ensuit la création du département Jeune Fille et Femme en 1909.
Cette même année, sa maison devient une véritable maison de couture grâce à son adhésion à la Chambre syndicale de la couture et surtout grâce à la maîtrise de la haute couture qu’elle a acquise auprès d’une couturière de renom à Barcelone, la modiste Caroline Montagne. La mode enfantine, le département tailleur-chemisier et les cravates à motifs placés font partie de l’univers Lanvin. En 1923, le crayon de Paul Iribe, célèbre décorateur, illustrateur et costumier, saisit le mouvement circulaire d'une photographie de 1907 représentant Jeanne Lanvin et Marguerite se rendent à un bal costumé.
Retravaillé plus tard par Armand-Albert Rateau pour la boule de parfum « Arpège », cet emblème posé sur un socle constitué de l’inscription « Jeanne Lanvin », devient le symbole de l’amour maternel que Jeanne a pour sa fille et logo de la maison. Il continue d’accompagner les créations Lanvin aujourd’hui.
La maison Lanvin connait ses années fastes dans les années 1920 et 1930 avec la création d’une usine de teinture à Nanterre qui deviendra une usine de parfums et cosmétiques. Jeanne Lanvin lance ses créations à l‘international, ouvrant des succursales jusqu’à Buenos Aires. Sa fille, devenue pianiste, prend le nom de Marie-Blanche en épousant le Comte Jean de Polignac, en 1925. Pour les 30 ans de Marie-Blanche en 1927, Jeanne crée, avec l’aide d’André Fraysse, son mythique parfum Arpège.
En 1926, l’ouverture du département Tailleur/Chemisier fait de la maison Lanvin la première maison de couture à ouvrir un département sur-mesure homme.
Lorsque Jeanne Lanvin s’éteint en 1946 ; sa fille Marie-Blanche reprend la direction des sociétés Couture et Parfums.
En 2018, la société passe sous le contrôle de Fosun International.

### Lanvin et les arts décoratifs
Jeanne Lanvin est très proche du monde de l’Art et des arts décoratifs. Cela se ressent dans ses créations, notamment par le choix des couleurs et des motifs de ses toilettes. Sa couleur fétiche, que l’on appelle le « bleu Lanvin », aurait été inspirée par les fresques du peintre italien Fra Angelico que l’on peut admirer au Louvre (Le couronnement de la Vierge). Soucieuse de disposer de couleurs uniques, elle ouvre en 1923 des ateliers de teinture à Nanterre où sont conçus, entre autres, le « rose Polignac » créé pour sa fille et le « vert Vélasquez ». Cependant, malgré l’exclusivité sur les couleurs que lui confère cette initiative, Jeanne Lanvin se refuse toujours de parler d’un « style Lanvin ». Elle n’a jamais voulu définir un genre qui l’aurait poussé à refaire éternellement la même chose. Madame Lanvin est une femme influencée par le monde qui l’entoure et cherche avant tout une certaine modernité dans ses vêtements. Ses choix esthétiques sont, il est vrai, reconnaissables parmi tous et définissent une beauté attachée à la féminité, mais ils se réinventent à chaque saison. Les broderies (particulièrement ethniques) et les finitions Lanvin ont été et sont toujours réputées auprès de sa clientèle et des autres maisons de couture, ce qui a profité à sa renommée.
En octobre 1921 commence une étroite collaboration entre Madame Lanvin et Armand-Albert Rateau, un jeune artisan d’art. Cette toute nouvelle entreprise créée sous le nom de « Lanvin-Décoration » propulse la carrière de ce dernier au niveau international, grâce à l’image de qualité que renvoie l’esprit de la maison Lanvin. Rateau a fait ses armes à l’École Boulle, célèbre établissement parisien qui donne un enseignement professionnel de l’industrie du meuble, puis il est entré en tant qu’apprenti aux côtés de Georges Hoentschel, un artiste décorateur très reconnu. Autant dire que le monde de la haute couture et celui de la décoration d’intérieur s’associent pour le meilleur. Et en effet, Jeanne Lanvin lui confie la décoration de son Hôtel particulier (hôtel Arconati-Visconti, rue Barbet-de-Jouy) aujourd’hui démoli, où il peut exercer son style sans commune mesure. Cependant, il ne reste plus que la salle de bain, la chambre et le boudoir qui sont conservés au musée des arts décoratifs de Paris.
« Lanvin-Décoration » apporte la jeunesse et la fraîcheur fidèles au style de sa créatrice, pour « habiller » les appartements d’une clientèle à la recherche d’une qualité irréprochable. Le but étant de proposer une large gamme de meubles, de lustres et de tentures qui ne nécessite pas la transformation irrémédiable des pièces : Rateau a pour mission d’« habiller » les pièces sans les toucher, à l’image du corps de la femme. C’est aussi dans le théâtre que cette entreprise peut démontrer son incroyable imagination couplée à une technique d’exception ; Jeanne Lanvin crée beaucoup pour le théâtre en habillant les plus grandes comédiennes du moment à la ville comme à la scène. Le théâtre Daunou, appartenant à la grande Jane Renouardt (1890-1972) et Jacques Maxime Wittouck (1882- 1987), est inauguré le 30 décembre 1921 où on remarque la plaque posée à l’entrée du théâtre : « la décoration intérieure a été inventée et exécutée par Lanvin-Décoration Paris » qui prévoit déjà un décor à base de blanc cassé et d’ornements de feuillages et de miniatures persanes dorés à la feuille d’or. Dès lors, le théâtre Daunou est un lieu mythique représentant les années les plus fructueuses de l’Art déco.

### Lignes de parfums
En 2004 la maison Lanvin signe un contrat de licence mondial exclusif avec Interparfums.
- Arpège (1927)
- Lanvin For Men (1979)
- Lanvin Homme (1997)
- Éclat d'Arpège (2002)
- Rumeur 2 Rose (2008)
- Jeanne Lanvin (2008)
- Lanvin L'Homme Sport (2009)
- Marry Me ! (2010)
- Jeanne Lanvin Couture (2012)
- Me (2013)
- Éclat d'Arpège Pour Homme (2015)
- Éclat de Fleurs (2015)
- Modern Princess (2016)

## Directeurs artistiques

### Jules-François Crahay
De 1964 à 1984, la maison Lanvin confie son aiguille à Jules-François Crahay comme directeur artistique. Il y consacre 20 ans de sa vie. Il sera lauréat de 3 Dés d'or en 1977, en 1981 et en 1984.

### Claude Montana
De 1990 à 1991, Claude Montana sera nommé comme directeur artistique. Il sera lauréat de 3 Dés d'or en 1990 et en 1991.

### Alber Elbaz
En octobre 2001, la maison Lanvin nomme à la tête de sa direction artistique le créateur Alber Elbaz. La maison de couture Lanvin est rachetée (2001) au groupe L’Oréal par Shaw-Lan Wang qui lui propose d'en prendre la direction. En 2010, Alber Elbaz signe une collection pour H&M, « Lanvin ♥ H&M », en vente dans seulement 200 magasins à travers le monde sur 1 750 points de vente au total,. Le travail et le talent d'Albert Elbaz sont récompensés par de nombreuses distinctions. Ce dernier quitte son poste en 2015, à la suite de divergences avec l'actionnaire majoritaire, Shaw-Lan Wang. Il est remplacé au début de l'année suivante par Bouchra Jarrar.

### Bouchra Jarrar
Bouchra Jarrar est nommée directrice artistique des collections Femme Lanvin en mars 2016. « Rejoindre la maison Lanvin répond à mon envie de créer au sein d'un espace d'expression plus large. Mon vœu est d'apporter à Lanvin l'harmonie et la cohérence d'une mode destinée aux femmes, une mode de notre temps » commente Bouchra Jarrar lors de sa nomination. Son travail s’illustre entre autres par une maîtrise de la technique, des proportions et des couleurs à travers ses cabans, vestes, pantalons, manteaux et smokings ; par une création à la féminité simple qui fait parfois référence aux années 1920 et à la sophistication contemporaine incarnée par des pièces tel que le perfecto retravaillé chaque saison.

### Lucas Ossendrijver
Lucas Ossendrijver est nommé directeur artistique des collections Homme chez Lanvin en 2005, avec pour mission de redéployer Lanvin Homme ; il a introduit les premières « baskets de ville » dans sa collection automne-hiver 2006. Celles-ci sont identifiables grâce au « cap toe » verni et cuir velours. Lucas Ossendrijver s’appuie sur un savoir-faire pour l’homme de 90 ans[pas clair] pour développer la nouvelle silhouette Lanvin en ajoutant son style personnel. Pour fluidifier les silhouettes, il n’hésite pas à innover en employant des matières techniques et des tissus nobles comme la soie ou arrondir les formes pour apporter plus de modernité à ses collections. Lucas Ossendrijver quitte la maison le 15 novembre 2018, après 14 ans dédiés à la direction des Collections Homme.

### Bruno Sialelli
Le 21 janvier 2019, Bruno Sialelli est nommé directeur artistique des collections Femme et Homme Lanvin. À seulement 31 ans et alors « presque inconnu », il a pour tâche de redresser la marque : « Quand je suis arrivé, la maison n'était pas en très grande forme » précise-t-il. Né à Marseille, il a auparavant acquis une expérience en tant que styliste sur les pré-collections Femme chez Balenciaga, sous les directions de Nicolas Ghesquière et Alexander Wang, avant de devenir « Senior designer » des collections Femme chez Acne Studios, puis chez Paco Rabanne. Il a exercé également chez Loewe. Son habileté à évoluer de l’univers masculin à l’univers féminin est un atout majeur. « Je suis très heureux et honoré de rejoindre Lanvin, une maison fondée par une visionnaire qui, parmi les premiers grands couturiers français, a osé proposer un univers complet avec un très large champ d’expression », explique Bruno Sialelli. Il regroupe les collections hommes et femmes depuis son premier défilé pour la maison. Après quelques années, Lanvin semble se redresser sous son impulsion, sans jamais renier l'héritage d'Alber Elbaz qui a fait le succès récent de la marque. En avril 2023, Lanvin et Bruno Sialelli se séparent. 

### Peter Copping

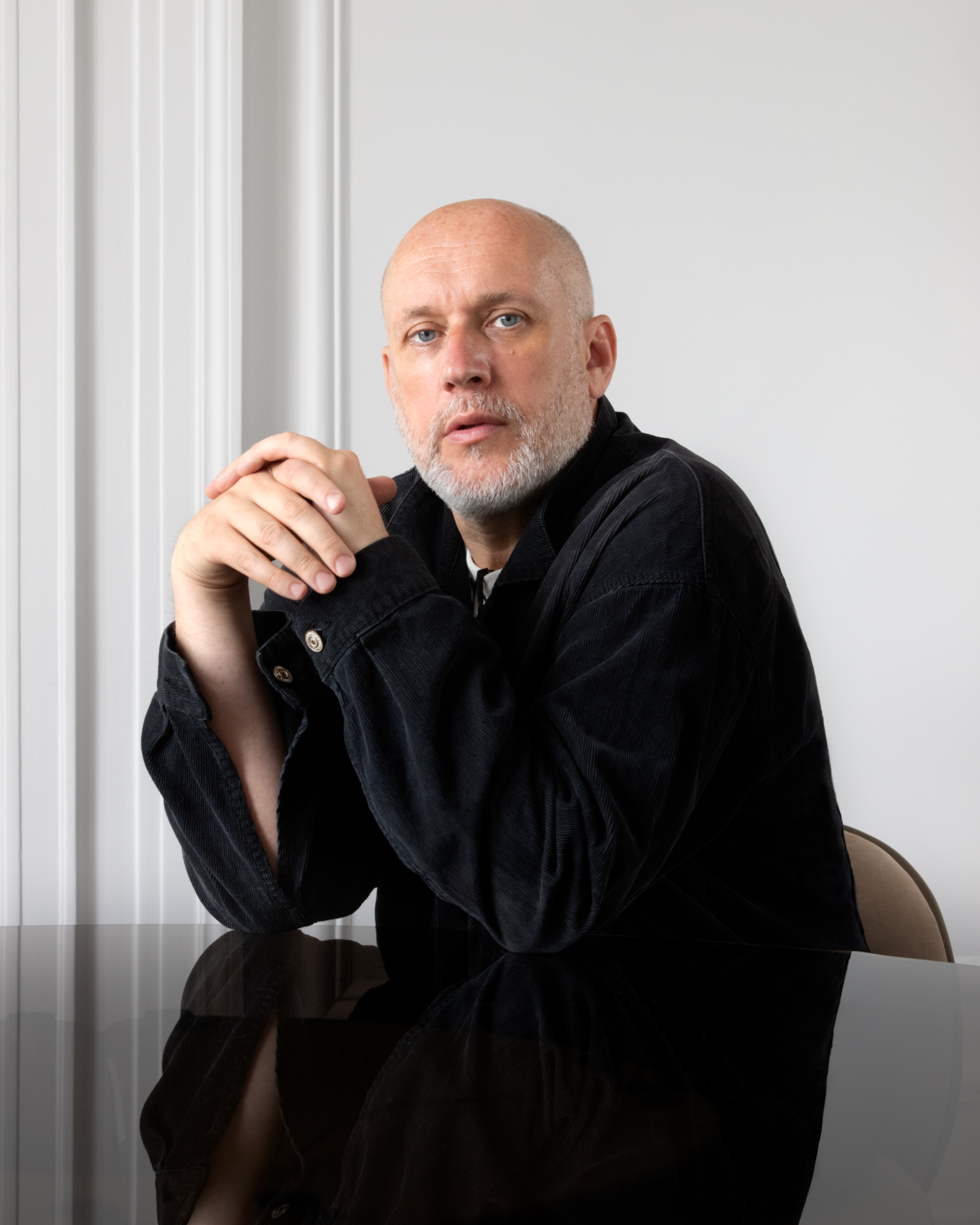
Peter Copping.

Juin 2024, Lanvin nomme Peter Copping directeur artistique. La maison accueille Copping en tant que tête créative des collections femme et homme à compter de septembre 2024.